# Ichthyophis javanicus
Ichthyophis javanicus är en groddjursart som beskrevs av Taylor 1960. Ichthyophis javanicus ingår i släktet Ichthyophis och familjen Ichthyophiidae. IUCN kategoriserar arten globalt som otillräckligt studerad. Inga underarter finns listade i Catalogue of Life.